# أشفيل (أوهايو)
أشفيل (بالإنجليزية: Ashville, Ohio)‏ هي بلدة تقع في الولايات المتحدة في مقاطعة بيكاواي، أوهايو. يقدر عدد سكانها بـ 4,097 نسمة ومساحتها 6.50 كم2 وترتفع عن سطح البحر 216 متر.

## التركيبة السكانية
قام مكتب تعداد الولايات المتحدة بتحديد بيانات التركيبة السكانية لأشفيل في تعداد الولايات المتحدة. في ما يلي، التركيبة السكانية حسب تعدادي 2000 و2010.

### تعداد عام 2000
بلغ عدد سكان أشفيل 3,174 نسمة بحسب تعداد عام 2000، وبلغ عدد الأسر 1,243 أسرة وعدد العائلات 872 عائلة مقيمة في القرية. في حين سجلت الكثافة السكانية 2,035.8 نسمة لكل ميل مربع (786.0/كم2). وبلغ عدد الوحدات السكنية 1,337 وحدة بمتوسط كثافة قدره 857.5 نسمة لكل ميل مربع (331.1/كم2).
وتوزع التركيب العرقي للقرية بنسبة 97.83% من البيض و 0.32% من الأمريكيين الأصليين و 0.06% من الأمريكيين ذوي الأصول الآسيوية و 0.19% من الأمريكيين الأفارقة و 1.42% من عرقين مختلطين أو أكثر.
بلغ عدد الأسر 1,243 أسرة كانت نسبة 40.4% منها لديها أطفال تحت سن الثامنة عشر تعيش معهم، وبلغت نسبة الأزواج القاطنين مع بعضهم البعض 52.5% من أصل المجموع الكلي للأسر، ونسبة 13.4% من الأسر كان لديها معيلات من الإناث دون وجود شريك، وكانت نسبة 29.8% من غير العائلات. تألفت نسبة 24.9% من أصل جميع الأسر من أفراد ونسبة 9.9% كانوا يعيش معهم شخص وحيد يبلغ من العمر 65 عاماً فما فوق. وبلغ متوسط حجم الأسرة المعيشية 3.03، أما متوسط حجم العائلات فبلغ 2.55.
بلغ العمر الوسطي للسكان 31 عاماً. وكانت نسبة 29.6% من القاطنين تحت سن الثامنة عشر، وكانت نسبة 9.6% بين الثامنة عشر والأربعة وعشرون عاماً، ونسبة 33.8% كانت واقعةً في الفئة العمرية ما بين الخامسة والعشرون حتى والأربعة وأربعون عاماً، ونسبة 17.7% كانت ما بين الخامسة والأربعون حتى الرابعة والستون، ونسبة 9.3% كانت ضمن فئة الخامسة والستون عاماً فما فوق. يوجد لكل 100 أنثى 93.5 ذكر، ويوجد لكل 100 أنثى في الثامنة عشر من عمرها فما فوق 85.3 ذكر.
بلغ متوسط دخل الأسرة في القرية 40,778 دولار، أما متوسط دخل العائلة فبلغ 47,092 دولار. وكان متوسط دخل الذكور 35,236 دولار مقابل 22,231 دولار للإناث. وسجل دخل الفرد الخاص بالقرية 16,645 دولار. وكانت نسبة 6.3% من العائلات ونسبة 9.5% من السكان تحت خط الفقر، وكان من هؤلاء نسبة 11.5% تحت سن الثامنة عشر ونسبة 6.0% في الخامسة والستين من العمر وما فوق.

### تعداد عام 2010
بلغ عدد سكان أشفيل 4,097 نسمة بحسب تعداد عام 2010، وبلغ عدد الأسر 1,598 أسرة وعدد العائلات 1,100 عائلة مقيمة في القرية. في حين سجلت الكثافة السكانية 1,632.3 نسمة لكل ميل مربع (630.2/كم2). وبلغ عدد الوحدات السكنية 1,731 وحدة بمتوسط كثافة قدره 689.6 لكل ميل مربع (266.3/كم2).
وتوزع التركيب العرقي للقرية بنسبة 96.7% من البيض و 0.4% من الأمريكيين الأصليين و 0.3% من الأمريكيين ذوي الأصول الآسيوية و 1.0% من الأمريكيين الأفارقة و 1.4% من عرقين مختلطين أو أكثر.
بلغ عدد الأسر 1,598 أسرة كانت نسبة 41.6% منها لديها أطفال تحت سن الثامنة عشر تعيش معهم، وبلغت نسبة الأزواج القاطنين مع بعضهم البعض 45.7% من أصل المجموع الكلي للأسر، ونسبة 15.6% من الأسر كان لديها معيلات من الإناث دون وجود شريك، بينما كانت نسبة 7.6% من الأسر لديها معيلون من الذكور دون وجود شريكة وكانت نسبة 31.2% من غير العائلات. تألفت نسبة 25.5% من أصل جميع الأسر من أفراد ونسبة 8.8% كانوا يعيش معهم شخص وحيد يبلغ من العمر 65 عاماً فما فوق. وبلغ متوسط حجم الأسرة المعيشية 3.05، أما متوسط حجم العائلات فبلغ 2.56.
بلغ العمر الوسطي للسكان 32.8 عاماً. وكانت نسبة 29.3% من القاطنين تحت سن الثامنة عشر، وكانت نسبة 9.8% بين الثامنة عشر والأربعة وعشرون عاماً، ونسبة 29.6% كانت واقعةً في الفئة العمرية ما بين الخامسة والعشرون حتى والأربعة وأربعون عاماً، ونسبة 21.9% كانت ما بين الخامسة والأربعون حتى الرابعة والستون، ونسبة 9.5% كانت ضمن فئة الخامسة والستون عاماً فما فوق. وتوزع التركيب الجنسي للسكان بنسبة 48.5% ذكور و51.5% إناث.